# Orcuttieae
Orcuttieae és una tribu de la subfamília de les poòidies, família de les poàcies, ordre de les poals, subclasse de les commelínides, classe de les liliòpsides, divisió dels magnoliofitins.

## Genères
- Neostapfia
- Orcuttia
- Tuctoria